# Карл II (эрцгерцог Австрии)

## Биография
Карл II (нем. Karl II. Franz von Innerösterreich; 3 июня 1540, Вена — 10 июля 1590, Грац) — эрцгерцог Австрийский, правитель Внутренней Австрии с 1564 года. Принадлежал к Штирийской линии Габсбургов (Штирия была центром герцогства Внутренняя Австрия).
Третий сын императора Фердинанда I и его жены Анны Богемской и Венгерской.
Герцог первоначально миролюбиво относился к протестантам. В 1572 году Карл II узаконил в стране свободу вероисповедания и Грац стал центром протестантского движения всей Внутренней Австрии. Однако уже в 1573 году он пригласил в Штирию иезуитов, которые в 1586 году основали Католический Грацский университет. Сын и наследник Карла II Фердинанд II продолжил борьбу с протестантами и изгнал из Штирии протестантских проповедников.

## Семья
В 1571 году он женился на своей племяннице Марии Анне Баварской (1551—1608), дочери герцога Баварского Альбрехта V и Анны Австрийской, родной сестры Карла. Дети:
1. Фердинанд (1572)
2. Анна (1573—1598), супруга короля Польши Сигизмунда III
3. Мария Кристина (1574—1621), первая супруга Сизигмунда Батори
4. Катарина Рената (1576—1599)
5. Елизавета (1577—1586)
6. Фердинанд II (1578—1637) — император Священной Римской империи
7. Карл (1579—1580)
8. Грегория Максимилиана (1581—1597)
9. Элеонора (1582—1620), монахиня
10. Максимилиан Эрнст (1583—1616), эрцгерцог
11. Маргарита (1584—1611), супруга короля Испании Филиппа III
12. Леопольд V (1586—1632), эрцгерцог Австрийский, женат на Клаудии Медичи
13. Констанция (1588—1631), вторая супруга короля Польши Сигизмунда III
14. Мария Магдалина (1589—1631), супруга Козимо II Медичи
15. Карл (1590—1624), великий магистр Тевтонского ордена, епископ